# Staafkerk van Heddal
De staafkerk van Heddal (Heddal stavkirke) is een staafkerk in het dorp Heddal langs de E134 in de gemeente Notodden in de Noorse provincie Telemark. Het is de grootste staafkerk van Noorwegen.
De volledig houten kerk werd gebouwd in het begin van de 13e eeuw. Na de Reformatie was het gebouw dusdanig beschadigd dat het gerestaureerd moest worden. De eerste restauratie vond plaats tussen 1849 en 1851, maar omdat men destijds niet over de benodigde kennis en vaardigheden beschikte om de kerk volledig in oude staat te herstellen, moest er in de jaren 1950 opnieuw worden gerestaureerd. Het dak wordt elk jaar met teer ingesmeerd, zodat het dak waterdicht blijft.
De staafkerk van Heddal is een veelbezochte toeristische attractie en wordt nog steeds gebruikt voor kerkdiensten.
Tegenover de kerk bevindt zich een restaurant en winkel met beneden een (gratis) tentoonstelling over de kerk.

## Galerij

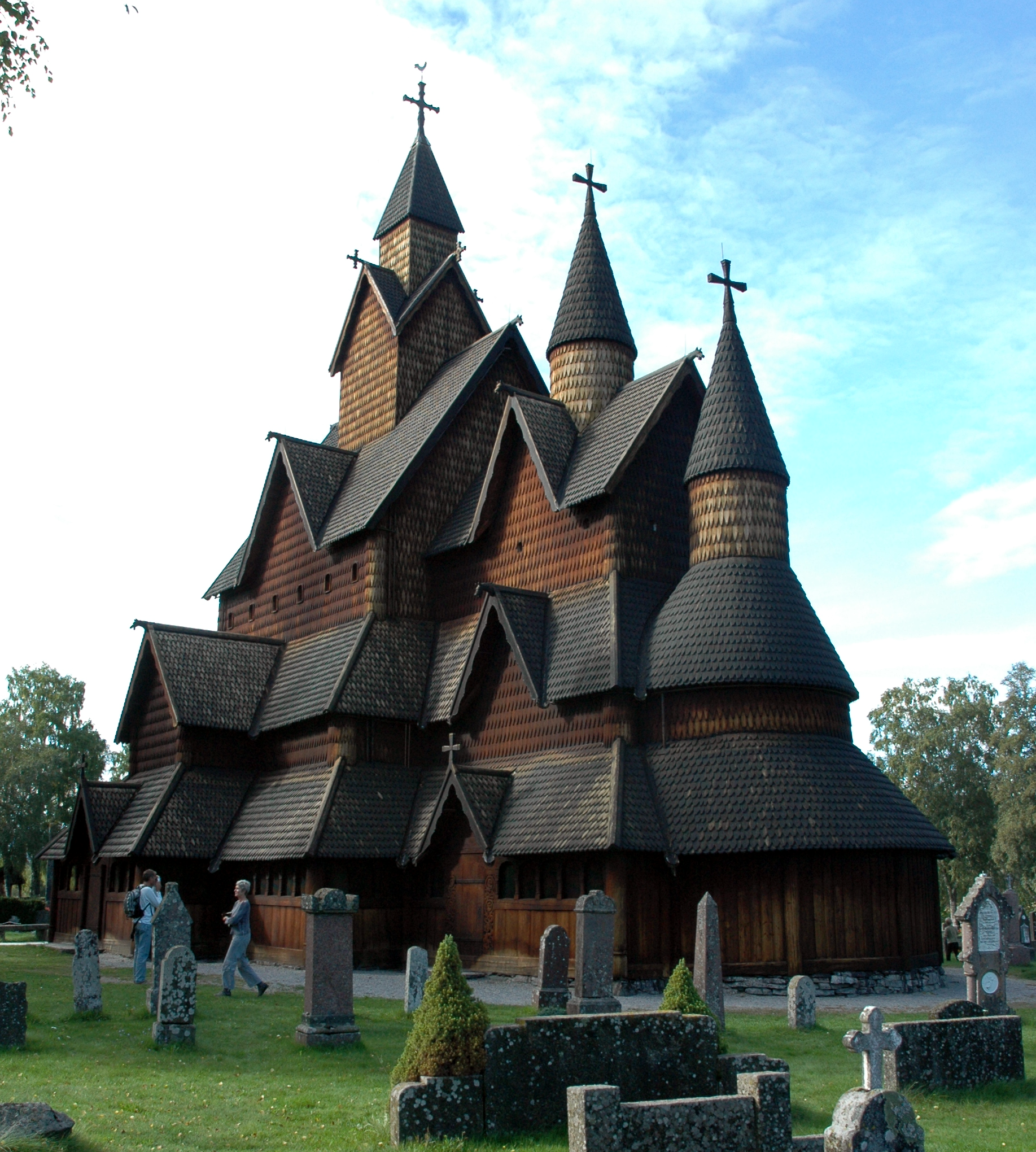
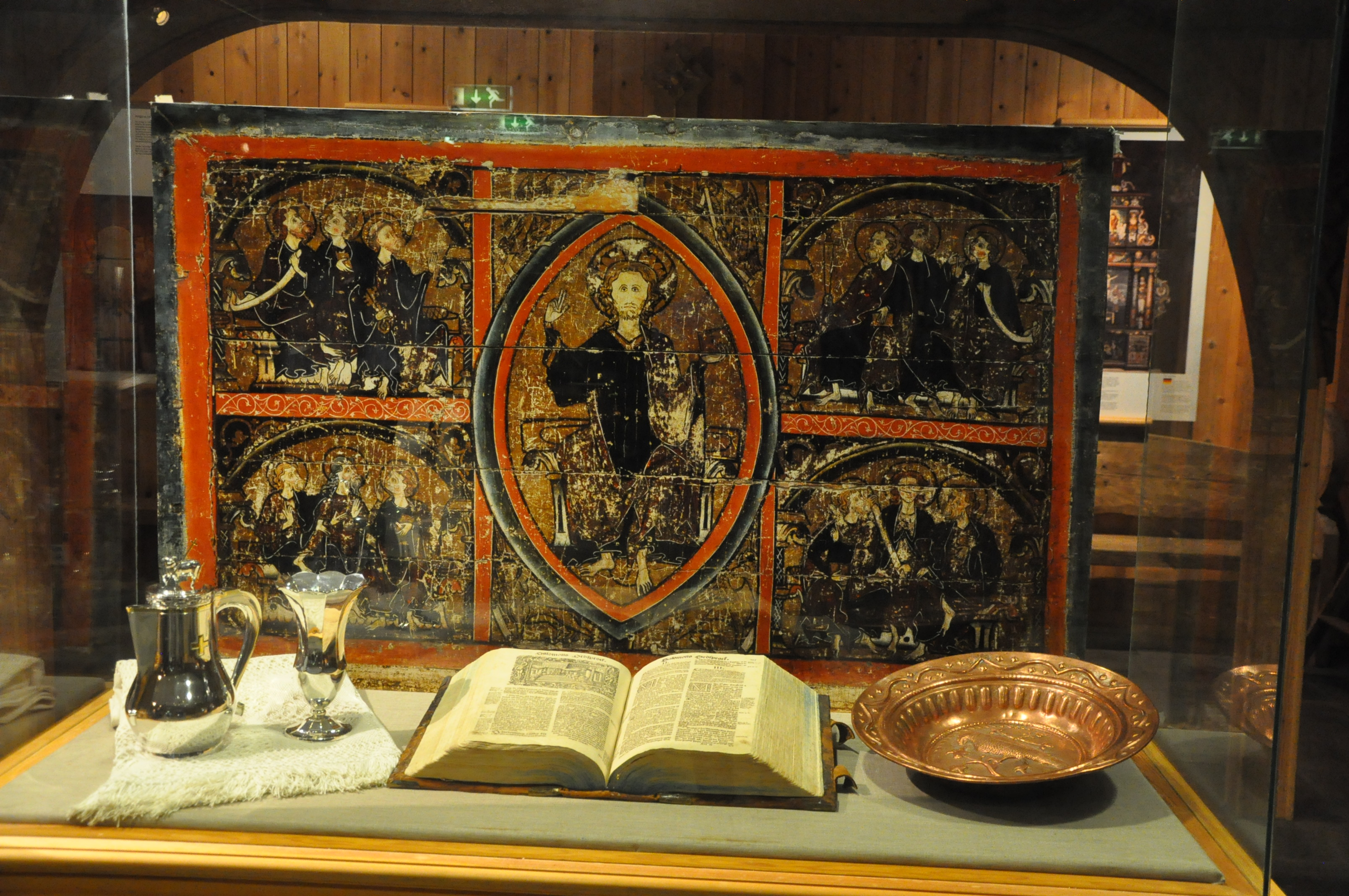
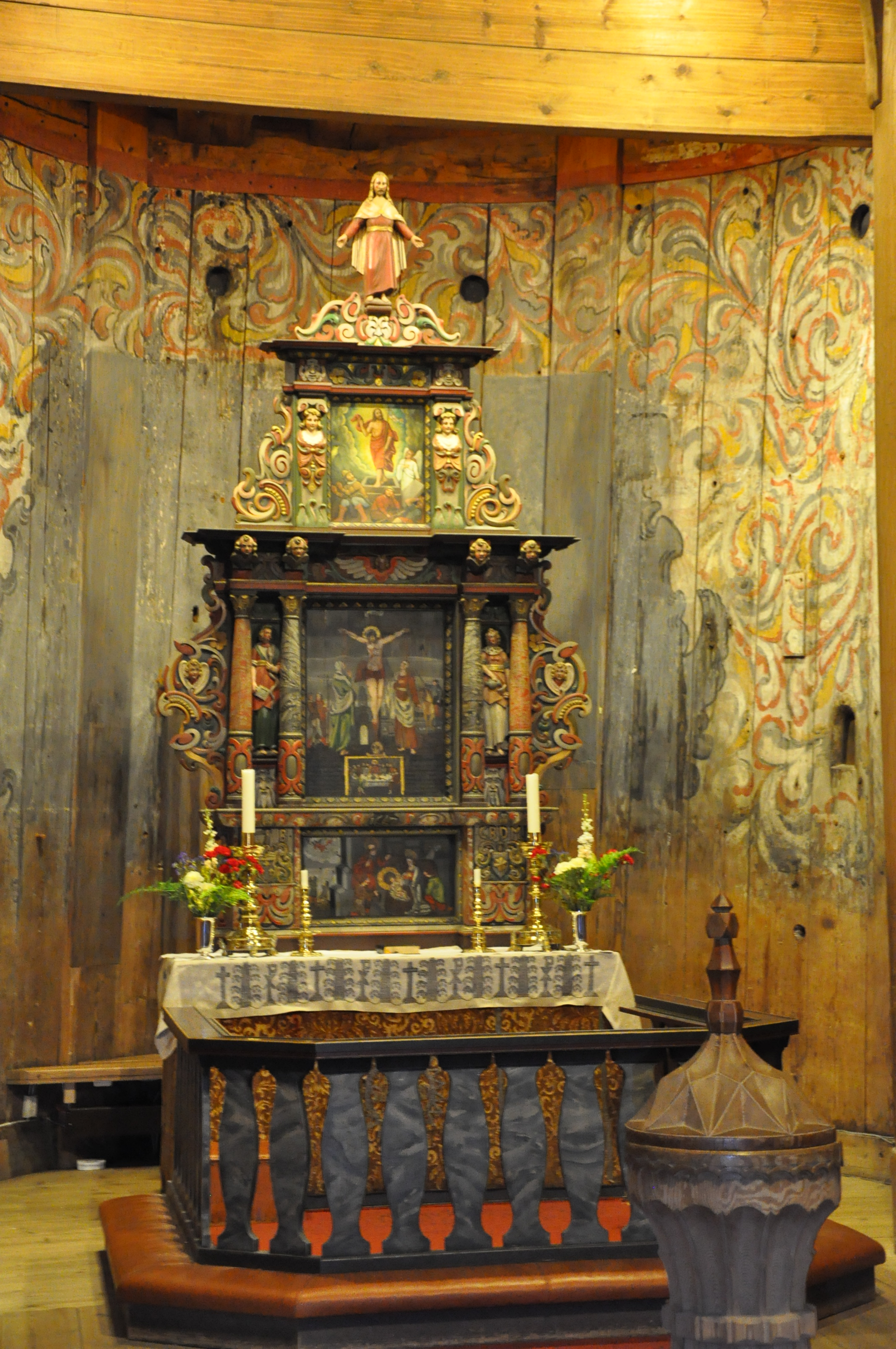
altaar